# Dong Guojian
Dong Guojian, född 16 mars 1987, är en friidrottare från Kina. Han deltog vid olympiska sommarspelen 2012, olympiska sommarspelen 2016 och olympiska sommarspelen 2020.